# 金當一臣
金當 一臣（かねとう かずおみ、1972年 - ）は、日本の実業家。

## 人物
東京都出身。慶應義塾高等学校を経て、1995年慶應義塾大学理工学部を卒業し、丸紅に入社する。海外電力事業部に在籍し、東南アジアにて発電・送電・配電事業を担当する。2008年スタンフォード大学に留学し、経営大学院を修了、経営学修士（MSM）を取得する。2012年9月にパシフィコ・エナジー株式会社を創業し、日本国内の太陽光発電事業開発に貢献。2017年4月にDream Project Incubators Pte. Ltd.を創業しアジア・パシフィック地域の再生可能エネルギー事業開発に貢献。

## 略歴
- 1995年 - 慶應義塾大学理工学部計測工学科を卒業
- 1995年 - 丸紅株式会社に入社
- 2007年 - スタンフォード大学経営大学院へ留学（2008年 経営学修士を取得。Sloan Fellows）
- 2008年 - 楽天に入社
- 2009年 - ユーラスエナジーホールディングスに入社
- 2011年 - 東京大学イノベーションマネジメントスクール（TIMS）を卒業[3]
- 2011年 - ABBグループ入社[4]
- 2012年 - パシフィコ・エナジー株式会社を創業[5]
- 2017年 - Dream Project Incubators Pte. Ltd.を創業
- 2018年 - 清華大学金融大学院へ留学(清華五道口金融EMBAコース)[6]

## 著書
- 『世界は君を待っている!』（共著）中央経済社、2013.3.[7]